# تام هرن
تام هرن (متولد ۱۲ دسامبر ۱۹۸۴) یک بازیگر و تهیه کننده فیلم از کرایست چرچ، نیوزلند است. او برای مخاطبان جهانی در فیلم رم در قبیله و دوین دلم واله در سال ۲۰۰۴ در شوی تلویزیونی قدرت رنجرز دینو تندر.
وی در بسیاری از آگهی های بازرگانی تلویزیونی و رادیویی بازی کرده است.
اخیراً هرن برنده جایزه یک تولیدکننده فیلم مستقل شده‌است.
او دارای یک خواهر و دو برادر بزرگتر از خودش است.
دوستان و (طرفدارانش) همچنین به نام herndog شناخته می‌شوند و یک مدت طولانی هم به عنوان نامش بوده‌است.

## کارهای اخیر
فیلم «من هری جانسون نیستم»

## فیلم شناسی
| سال       | عنوان                | نقش              | یادداشت          |
| --------- | -------------------- | ---------------- | ---------------- |
| ۱۹۹۸      | حالا چی؟ بعد از ظهر  | در صحنه خبرنگار  | سریال تلویزیونی  |
| ۲۰۰۰      | WNTV                 | در صحنه خبرنگار  | سریال تلویزیونی  |
| ۲۰۰۲–۲۰۰۳ | وحی – سفر اولیه      | جس               | سریال تلویزیونی  |
| ۲۰۰۲–۲۰۰۳ | قبیله                | رم               | ۱۰۴ قسمت         |
| ۲۰۰۴      | قدرت رنجرز دینو تندر | دوین دلم واله    | ۳۸ قسمت          |
| ۲۰۰۵–۲۰۰۷ | جامعه مخفی           | باکستر Cormack   | ۳۳ قسمت          |
| ۲۰۰۶      | تلاش مدیگانس         | پسر پرنده رهبر   | قسمت: "Birdboys" |
| ۲۰۰۹      | من هری جانسون        | کوین/ تهیه کننده |                  |
| ۲۰۱۱      | یخ                   | رهبر باند        | سریال تلویزیونی  |
| ۲۰۱۳      | هری                  | یوجین            | سریال تلویزیونی  |